# Noémie Merlant
Noémie Merlant (Parigi, 27 novembre 1988) è un'attrice, regista ed ex modella francese.
È principalmente nota per il ruolo da protagonista nella pellicola Ritratto della giovane in fiamme, con la quale ha ottenuto un Premio Lumière e una candidatura ai Premi César. Nel 2023 ha vinto il Premio César per la migliore attrice non protagonista per il film L'innocente.

## Biografia
Noémie Merlant ha trascorso tutta la sua adolescenza a Rezé insieme ai suoi genitori, entrambi agenti immobiliari, e alla sorella maggiore. Ha iniziato ad interessarsi al canto in tenera età ed ha studiato danza contemporanea e successivamente danza classica, rispettivamente all'età di sei e dieci anni. Ottenuto il baccalaureato, è tornata nella capitale francese nel 2006. Ha cominciato la sua carriera come modella professionista, lavorando con le agenzie Major (New York, Milano), Donna (Tokyo) e MD Management (Amburgo), che le hanno permesso di viaggiare e migliorare la lingua inglese. Ha superato l'esame di ammissione alla Cours Florent, dove si è formata come attrice dal 2007 al 2011.

### Carriera
Nel 2011 comincia la sua carriera di attrice nel film La permission de minuit. L'anno seguente il regista Jacques Richard, le affida il ruolo principale di Éléonore nel suo film L'Orpheline avec en plus un bras en moins. Nel 2012 arrivano i primi ruoli televisivi, tra cui una piccola parte nella serie Julie Lescaut. Dal 2011 al 2012 ha recitato a teatro in Les Lésions Dangereuses, una commedia satirica contemporanea, diretta da Julia Dunoyer. Nel 2013 ha recitato sia in ruoli cinematografici che televisivi: Des lendemains qui chantent di Nicolas Castro, La Crème de la crème di Kim Chapiron e in Una volta nella vita. Nel 2014 fa parte del cast di Rogue Agent - La recluta, di Kai Barry, e nel 2018 di Il ritorno dell'eroe (Le Retour du héros), regia di Laurent Tirard. 
Nel 2019 ottiene il plauso della critica per la sua interpretazione nel film Ritratto della giovane in fiamme, dove recita al fianco di Adèle Haenel, e con il quale ottiene il Premio Lumiére per la miglior attrice, e la candidatura al Premio César per la migliore attrice. Presentato in anteprima al Festival di Cannes, dove si aggiudica il Prix du scénario, il film è stato lodato dalla critica. Nel 2021 debutta alla regia con il film Mi iubita, mon amour. Nel 2022 recita al fianco di Cate Blanchett in Tár di Todd Field, primo film in cui recita in lingua inglese. L'anno successivo vince il Premio César per la migliore attrice non protagonista per il film L'innocente di Louis Garrel e sostituisce Léa Seydoux come protagonista del film Emmanuelle, diretto da Audrey Diwan e basato sull'omonimo romanzo del 1967 di Emmanuelle Arsan. Nello stesso anno torna dietro la macchina da presa e realizza il suo secondo lungometraggio, Le donne al balcone - The Balconettes, pellicola che la vede impegnata nella tripla veste di regista, interprete e co-sceneggiatrice. Il film, scritto in collaborazione con la regista Céline Sciamma, che Merlant ritrova dopo Ritratto della giovane in fiamme e Parigi, 13 Arr. di Jacques Audiard, è stato presentato in anteprima al Festival di Cannes 2024 nella sezione Proiezioni di mezzanotte, e ha ottenuto una candidatura alla Queer palm.

## Filmografia

### Attrice

#### Cinema
- La permission de minuit, regia di Delphine Gleize (2011)
- L'Orpheline avec en plus un bras en moins. regia di Jacques Richard (2012)
- La Crème de la crème, regia di Kim Chapiron (2014)
- Des lendemains qui chantent, regia di Nicolas Castro (2014)
- Una volta nella vita (Les Héritiers), regia di Marie-Castille Mention-Schaar (2014)
- Un momento di follia (Un moment d'égarement), regia di Jean-François Richet (2015)
- Rogue Agent - La recluta (Newcomer), regia di Kai Barry (2015)
- WEI or DIE, regia di Simon Bouisson (2015)
- Dieumerci!, regia di Lucien Jean-Baptiste (2016)
- The Brother, regia di Ryan Bonder (2016)
- À tous les vents du ciel, regia di Christophe Lioud (2016)
- Le ciel attendra, regia di Marie-Castille Mention-Schaar (2016)
- Plonger, regia di Mélanie Laurent (2017)
- Il ritorno dell'eroe (Le Retour du héros), regia di Laurent Tirard (2018)
- La fête des mères, regia di Marie-Castille Mention-Schaar (2018)
- Les drapeaux de papier, regia di Nathan Ambrosioni (2018)
- Curiosa, regia di Lou Jeunet (2019)
- Ritratto della giovane in fiamme (Portrait de la jeune fille en feu), regia di Céline Sciamma (2019)
- Republique: The Interactive, regia di Simon Bouisson (2019)
- Jumbo, regia di Zoé Wittock (2020)
- A Good Man, regia di Marie-Castille Mention-Schaar (2020)
- Mi iubita, mon amour, regia di Noémie Merlant (2021)
- Parigi, 13 Arr. (Les Olympiades), regia di Jacques Audiard (2021)
- Un anno, una notte (Un año, una noche), regia di Isaki Lacuesta (2022)
- L'innocente (L'Innocent), regia di Louis Garrel (2022)
- Tár, regia di Todd Field (2022)
- Baby Ruby, regia di Bess Wohl (2022)
- Un anno difficile (Une année difficile), regia di Olivier Nakache e Éric Toledano (2023)
- Lee Miller (Lee), regia di Ellen Kuras (2023)
- Le donne al balcone - The Balconettes (Les Femmes au balcon), regia di Noémie Merlant (2024)
- Emmanuelle, regia di Audrey Diwan (2024)
- Duse, regia di Pietro Marcello (2025)

#### Televisione
- Le jour où tout a basculé – serie TV, 1 episodio (2011)
- Julie Lescaut – serie TV, 1 episodio (2012)
- Enquêtes réservées – serie TV, 1 episodio (2012)
- Le voyage de monsieur Perrichon, regia di Eric Lavaine – film TV (2014)
- Elles... Les filles du Plessis, regia di Bénédicte Delmas – film TV (2016)
- La loi de... – serie TV, 1 episodio (2016)
- H24, 24 h de la vie d'une femme – serie TV, 1 episodio (2021)

#### Cortometraggi
- Juste avant l'aube, regia di Romain Quirot (2011)
- Pour le rôle, regia di Pierre Niney (2013)
- Lapsus, regia di Karim Ouaret (2013)
- Nemesis, regia di Stéphane Henon (2013)
- Le devoir, regia di Justin Wu (2013)
- L'amour a la clé, regia di Johan Libéreau (2013)
- Unexpected, regia di Jessy Langlois (2017)
- Shakira, regia di Noémie Merlant (2019)

### Regista

#### Cinema
- Mi iubita, mon amour (2021)
- Le donne al balcone - The Balconettes (Les Femmes au balcon) (2024)

#### Cortometraggi
- Je suis une biche (2017)
- Shakira (2019)

## Riconoscimenti
- European Film Awards
  - 2019 – Candidatura per la migliore attrice (condivisa con Adèle Haenel) per Ritratto della giovane in fiamme

- Festival di Cannes
  - 2021 – Candidatura per la Caméra d'or per Mi iubita, mon amour
- Gotham Independent Film Awards
  - 2022 – Candidatura per il miglior interprete non protagonista per Tár[15]

- Premio César
  - 2017 – Candidatura per la miglior promessa femminile per Le ciel attendra
  - 2020 – Candidatura per la miglior attrice (condivisa con Adèle Haenel) per Ritratto della giovane in fiamme
  - 2023 – migliore attrice non protagonista per L'innocente

- Premio Lumiére
  - 2017 – Candidatura per la miglior promessa femminile per Le ciel attendra
  - 2020 – Miglior attrice per Ritratto della giovane in fiamme[8]

- Oldenburg Film Festival
  - 2016 - Seymour Cassell Award per la miglior attrice[16]
  - 2021 – Candidatura per il miglior film per Mi iubita, mon amour

- Festival du Film de Cabourg
  - 2023 – Swann d'oro alla miglior attrice per L'innocente

## Doppiatrici italiane
- Federica De Bortoli in Ritratto della giovane in fiamme, L'innocente
- Veronica Puccio in Una volta nella vita, Tár
- Alessandra Grado in Un momento di follia
- Beatrice Caggiula in Parigi, 13Arr.
- Ludovica Bebi in Un anno, una notte
- Katia Sorrentino in Le donne al balcone - The Balconettes